# Stazzania
Stazzania is een geslacht van uitgestorven weekdieren uit de klasse van de Gastropoda (slakken).

## Soorten
- Stazzania marginata (Michelotti, 1847) †